# Daniel Meuren

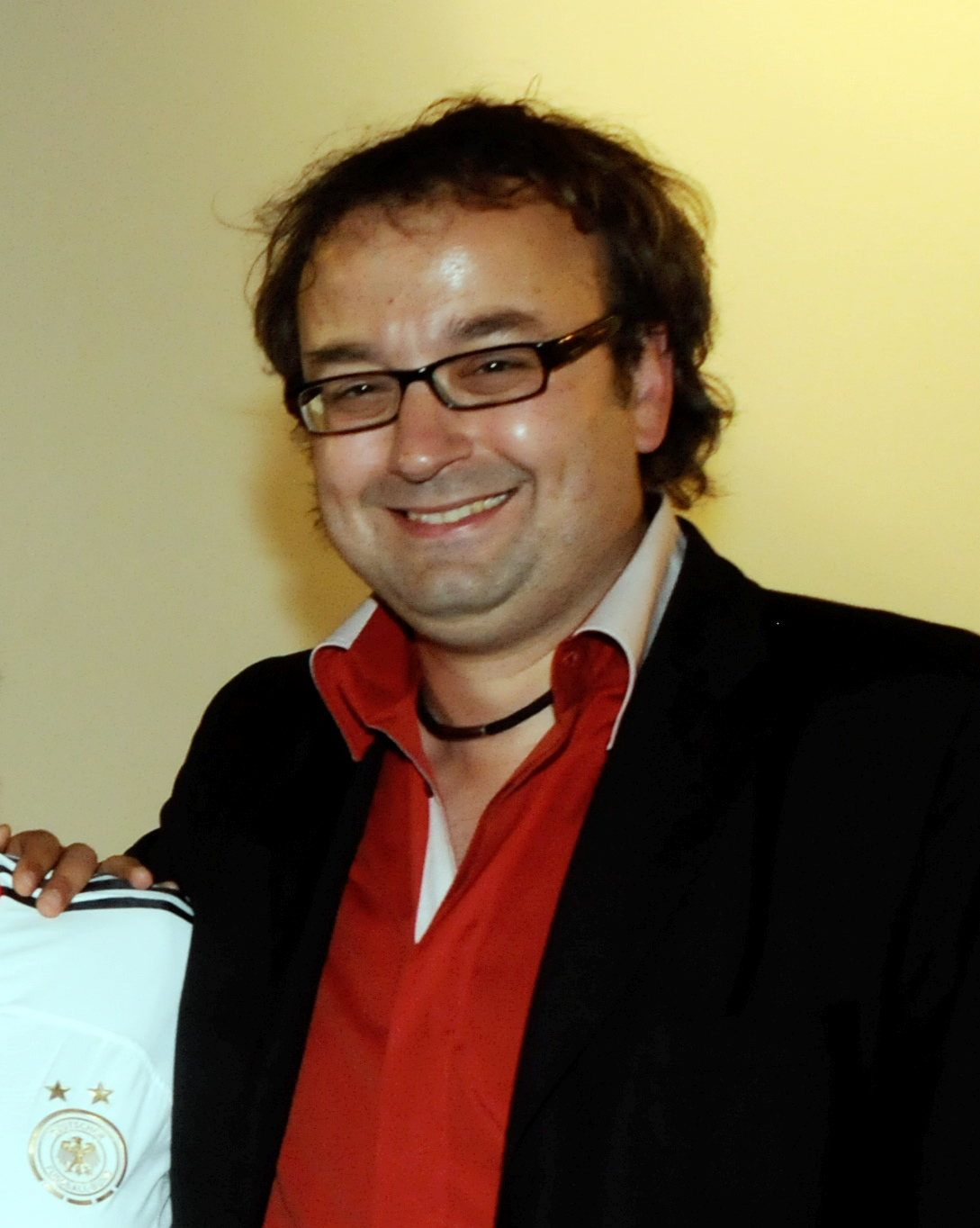
Daniel Meuren (2011)

Daniel Meuren (* 9. April 1973 in Mainz) ist ein deutscher Journalist.

## Leben
Meuren schloss ein Studium der Philosophie, Geschichte und Politikwissenschaften in Mainz und Lausanne mit einem Magister Artium ab. Daneben arbeitete er als Sportjournalist für die Allgemeine Zeitung und schloss 2002 ein Journalistikaufbaustudium an der Johannes Gutenberg-Universität in Mainz ab. Parallel dazu schrieb er als Lokalreporter für die Rhein-Main-Zeitung der Frankfurter Allgemeinen Zeitung und absolvierte anschließend Anfang 2003 einen zweimonatigen Videoreporterkurs beim Pionier der VJ-Bewegung Michael Rosenblum in dessen mittlerweile geschlossenen DV Dojo in New York.
Im Anschluss daran war er als Dokumentarfilmer tätig (Langzeitbegleitung Obdachloser in Mainz gemeinsam mit Sabine Streich) und freier Sportjournalist u. a. für 11 Freunde, die Frankfurter Rundschau, Tagesspiegel und Financial Times. Vor der Fußball-Weltmeisterschaft 2006 war er Programm-Mitarbeiter im offiziellen Kulturprogramm und konzipierte und moderierte Veranstaltungen im mobil durch Deutschland tourenden Fußball-Globus.
Von 2008 bis 2020 war Meuren Mitglied der Sportredaktion der FAZ. 2020 wechselte er in die Redaktion der Rhein-Main-Zeitung.
Er hat sich in Büchern z. B. mit der Geschichte des Frauenfußballs befasst und gemeinsam mit Tobias Schächter die  Biographie „Thomas Tuchel“ veröffentlicht. Zudem schrieb er ein Buch über den Ringer Frank Stäbler.
Im November 2024 wurde Meuren in den Aufsichtsrat des 1. FSV Mainz 05 gewählt.

## Ehrungen und Auszeichnungen
2017 und 2019 wurde er mit dem Großen Onlinepreis des Verbands deutscher Sportjournalisten (VDS) ausgezeichnet für eine Selbstversuch-Reportage über Ringer-Weltmeister Frank Stäbler und das Gewichtmachen im Ringen. sowie ein Storytelling „Auf der Suche nach dem perfekten Wurf“ im Darts.

## Privates
Meuren erreichte zweimal Endspiele um die deutsche Meisterschaft im Tipp-Kick, in denen er 1999 und 2002 jeweils unterlag. Mit seinem Verein Vitesse Mayence Mainz stieg er 2002 in die Bundesliga auf, seit dem folgenden Abstieg spielt der Klub in der Spielgemeinschaft KarlMay Karlsruhe/Mainz in der Zweiten Bundesliga Süd.
Karitativ engagiert sich Meuren als Stellvertretender Vorsitzender im Vorstand des Vereins Trauernde Eltern & Kinder Rhein-Main e.V.

## Veröffentlichungen
- Wo Köche einkaufen. Rhein-Main-Gebiet. Companions, Hamburg 2001, ISBN 3-89740-286-6.
- mit Olaf Edig und Nicole Selmer: Fußballweltmeisterschaft 1966 England. Agon-Sportverlag 2006, ISBN 978-3-89784-208-3.
- 602 – ein Rekord für die Ewigkeit: die Karriere des Karl-Heinz Körbel. Agon-Sportverlag 2009, ISBN 978-3-89784-348-6.
- mit Rainer Hennies: Frauenfussball: der lange Weg zur Anerkennung. Verlag Die Werkstatt, Göttingen 2009, ISBN 978-3-89533-639-3.
- mit Rainer Hennies: Frauenfußball: aus dem Abseits an die Spitze. Verlag Die Werkstatt, Kassel 2011, ISBN 978-3-89533-837-3.
- mit Tobias Schächter: Thomas Tuchel – Die Biographie. Verlag Die Werkstatt, Göttingen 2020, ISBN 978-3730704660.
- Dann trägt Dein Herz Dich über die Ziellinie – Der Weg des unbeugsamen Kämpfers Frank Stäbler Verlag Die Werkstatt, Göttingen 2022, ISBN 978-3730706435.